# Lathyrus nevadensis
Lathyrus nevadensis är en ärtväxtart som beskrevs av Sereno Watson. Lathyrus nevadensis ingår i släktet vialer, och familjen ärtväxter.

## Underarter
Arten delas in i följande underarter:
- L. n. cusickii
- L. n. lanceolatus
- L. n. nevadensis

## Bildgalleri

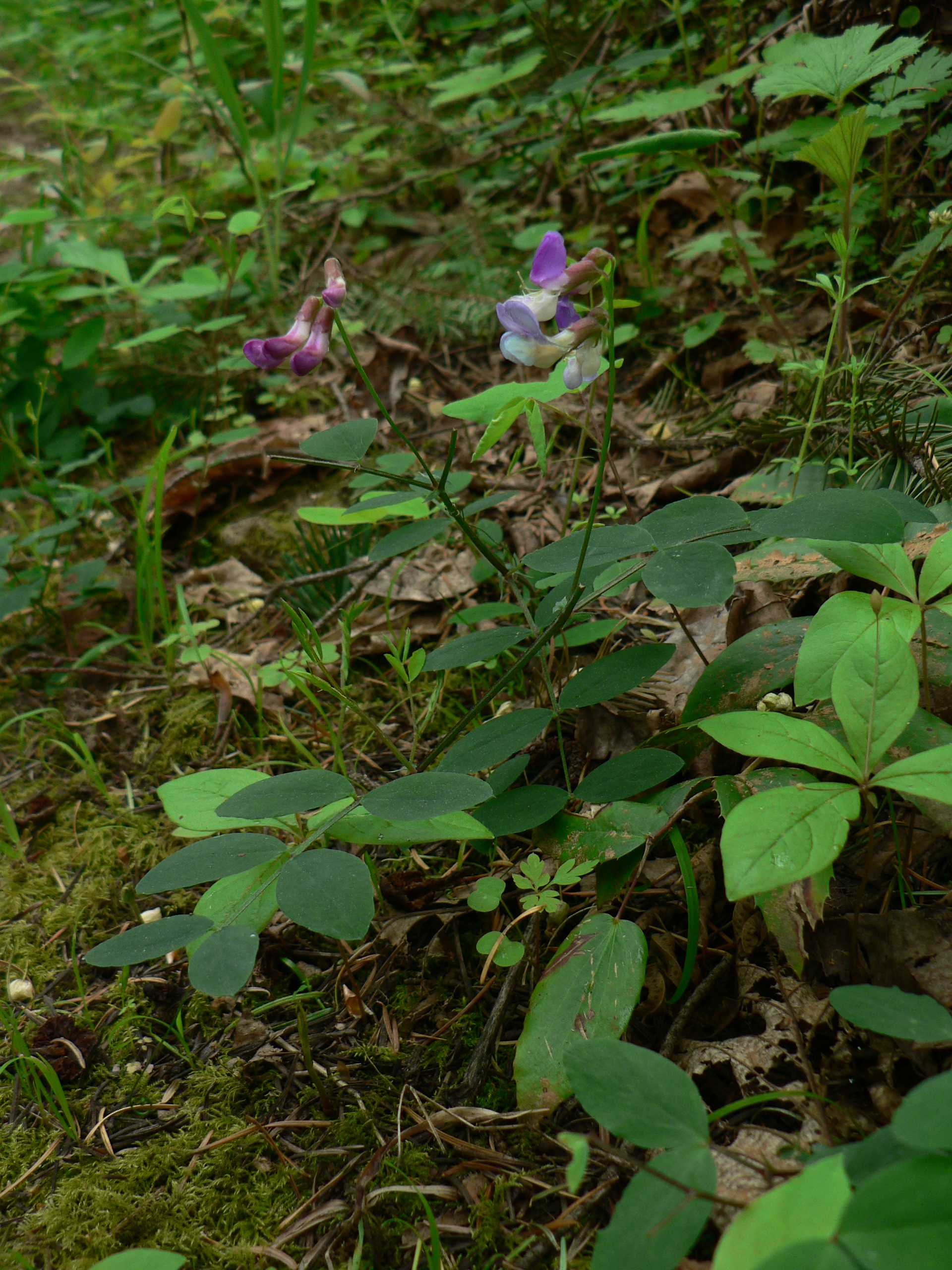
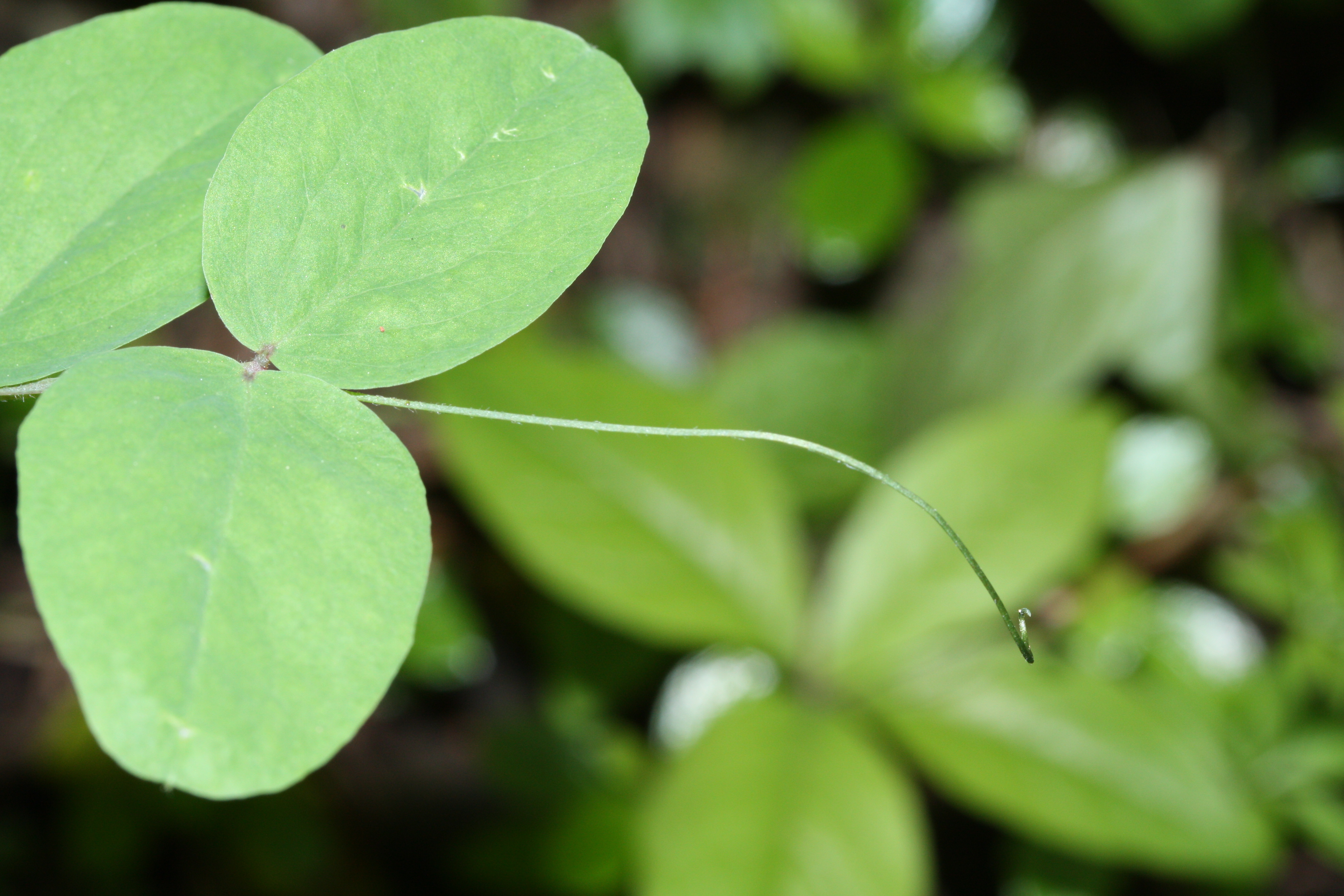
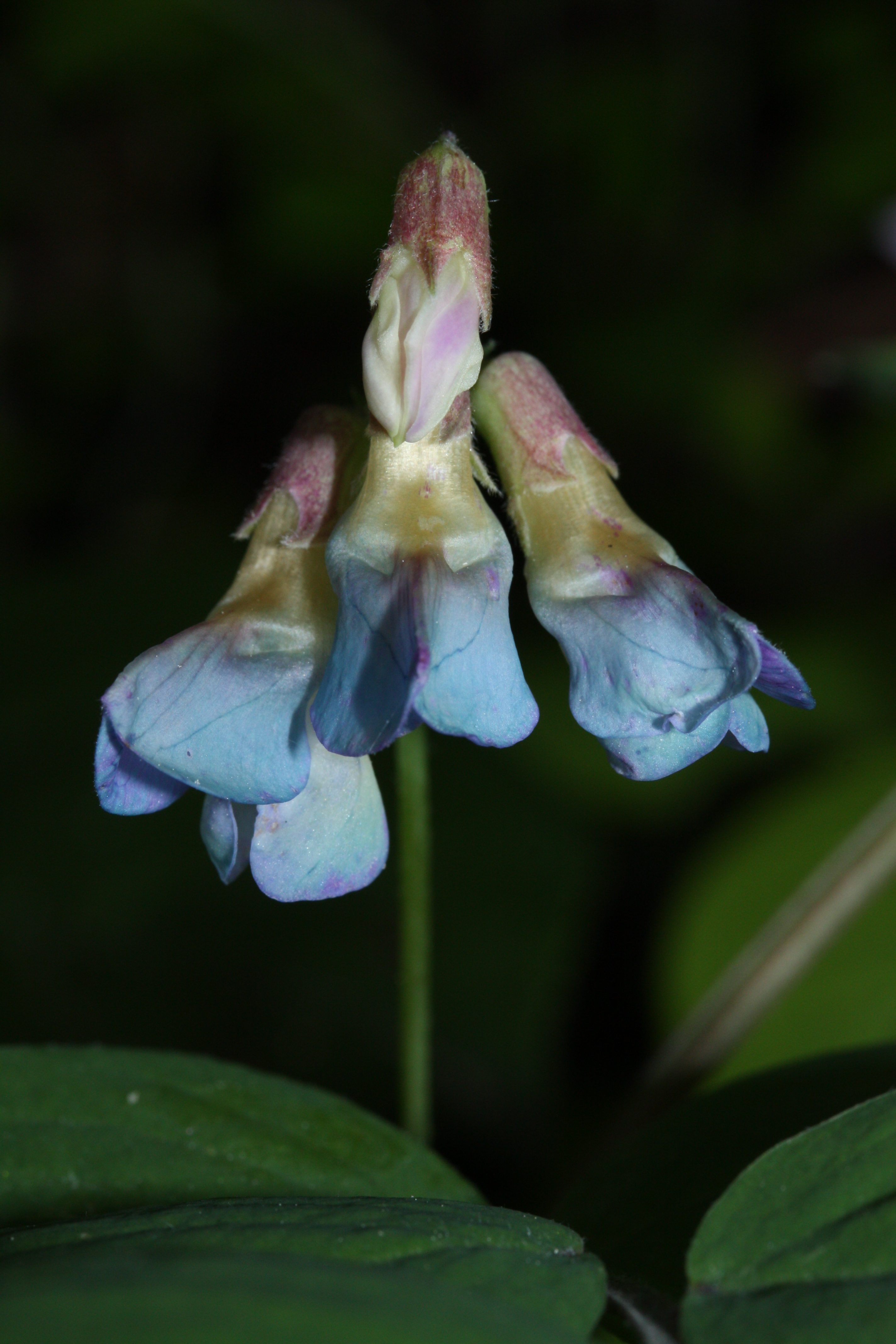
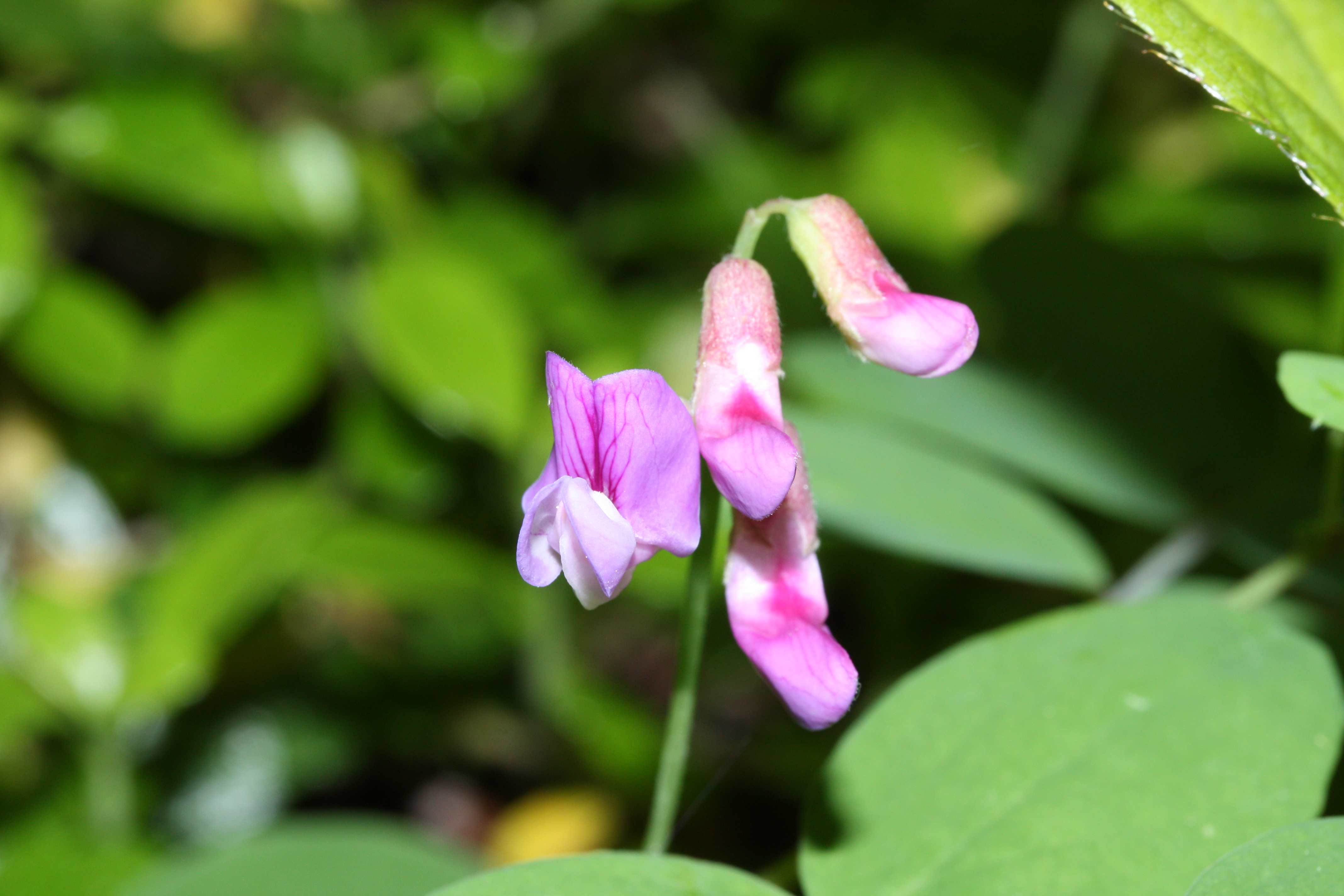
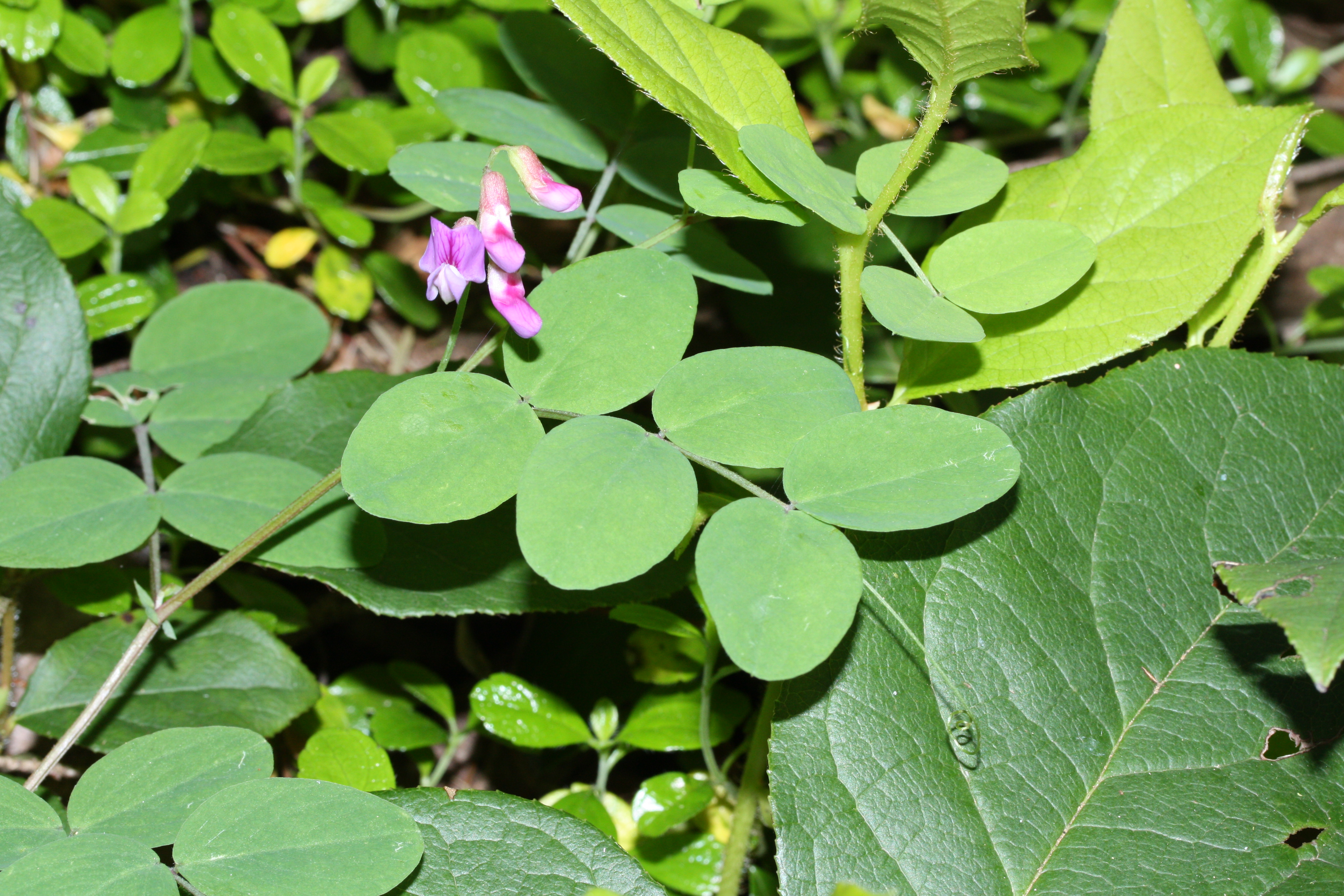
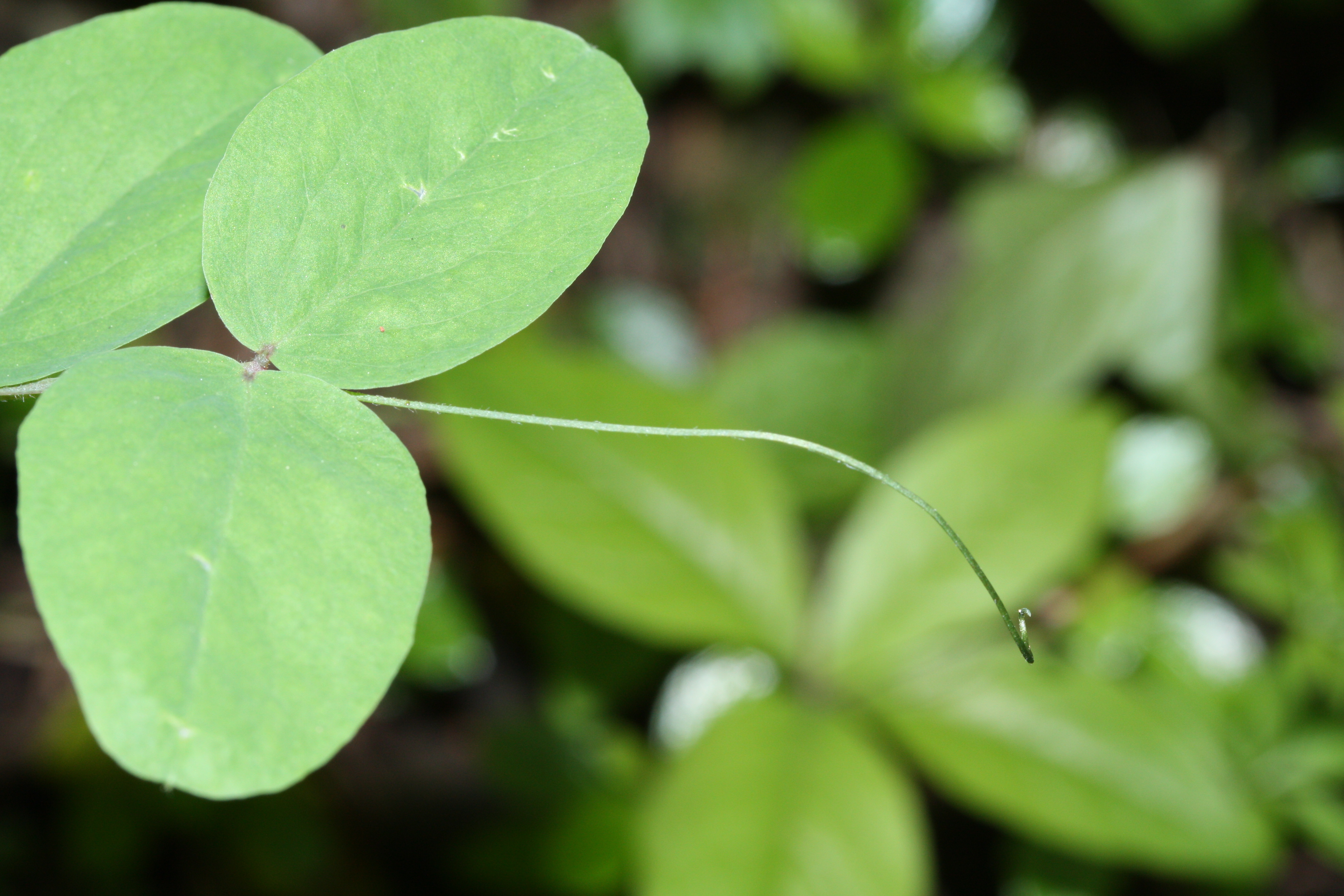